# Solarolo
Solarolo ist eine italienische Gemeinde (comune) in der Provinz Ravenna in der Region Emilia-Romagna mit 4406 Einwohnern (Stand 31. Dezember 2023).

## Geographische Lage
Solarolo liegt etwa 40 km südöstlich von Bologna und ca. 30 km westlich von Ravenna. Das Gemeindegebiet hat eine Fläche von 26 km² und grenzt an die folgenden Gemeinden: Bagnara di Romagna, Castel Bolognese, Cotignola, Faenza sowie Imola.

## Gemeindepartnerschaften
- Rhêmes-Notre-Dame, Italien, seit 1999
- Kirchheim am Ries, Deutschland, seit 1999

## Söhne und Töchter der Stadt
- Giuseppe Minardi (1928–2019), Radrennfahrer
- Laura Pausini (* 1974), Sängerin